# Championnat du Niger de football 2013-2014
Navigation
Édition 2010-2011 Édition suivante
La saison 2013-2014 du Championnat du Niger de football est la quarante-quatrième édition de la Ligue 1, le championnat national de première division au Niger. Les quatorze équipes engagées sont regroupées au sein d'une poule unique où elles affrontent deux fois leurs adversaires, à domicile et à l'extérieur. En fin de saison, le dernier du classement est relégué tandis que le 13e affronte le vice-champion de D2.
C'est le club de l’ASGNN qui remporte la compétition cette saison après avoir terminé en tête du classement final, avec un seul point d'avance sur l’AS Nigelec FC et six sur l’Akokana FC. C'est le quatrième titre de champion du Niger de l'histoire du club.

## Participants
- AS Douanes
- ASGNN
- ASFAN Niamey
- Espoir FC
- Zumunta AC
- Akokana FC
- Olympic Football Club de Niamey
- Urana FC
- Nassara Alkali Club
- US Gendarmerie Nationale
- Kandadji Sport - Promu de D2
- Dan Kassawa FC
- ASN Nigelec FC
- Sahel SC

## Compétition

### Classement
Le classement est établi sur le barème de points suivant : victoire à 3 points, match nul à 1, défaite à 0.
| Rang | Équipe                          | Pts | J  | G  | N  | P  | Bp | Bc | Diff |
| ---- | ------------------------------- | --- | -- | -- | -- | -- | -- | -- | ---- |
| 1    | ASGNN                           | 51  | 26 | 14 | 9  | 3  | 37 | 16 | +21  |
| 2    | AS Nigelec FC                   | 50  | 26 | 12 | 14 | 0  | 27 | 11 | +16  |
| 3    | Akokana FC                      | 45  | 26 | 13 | 6  | 7  | 33 | 28 | +5   |
| 4    | Olympic Football Club de Niamey | 42  | 26 | 11 | 9  | 6  | 26 | 17 | +9   |
| 5    | ASFAN Niamey                    | 41  | 26 | 11 | 8  | 7  | 35 | 23 | +12  |
| 6    | Sahel SCC                       | 39  | 26 | 11 | 6  | 9  | 38 | 22 | +16  |
| 7    | US Gendarmerie Nationale        | 39  | 26 | 11 | 6  | 9  | 27 | 25 | +2   |
| 8    | AS DouanesT                     | 38  | 26 | 10 | 8  | 8  | 28 | 20 | +8   |
| 9    | Urana FC                        | 35  | 26 | 8  | 11 | 7  | 19 | 16 | +3   |
| 10   | Kandadji SportP                 | 27  | 26 | 7  | 6  | 13 | 28 | 41 | -13  |
| 11   | Zumunta AC                      | 26  | 26 | 6  | 8  | 12 | 23 | 26 | -3   |
| 12   | Espoir FC                       | 25  | 26 | 5  | 10 | 11 | 22 | 27 | -5   |
| 13   | Dan Kassawa FC                  | 22  | 26 | 5  | 7  | 14 | 19 | 43 | -24  |
| 14   | Nassara Alcali Club             | 10  | 26 | 2  | 4  | 20 | 10 | 57 | -47  |

|  | Qualification pour la Ligue des champions de la CAF 2015                              |
|  | Qualification pour la Coupe de la confédération 2015                                  |
|  | Participation au barrage de promotion-relégation                                      |
|  | Relégation directe en deuxième division                                               |
|  | T : Tenant du titre C : Vainqueur de la Coupe du Niger P : Promu de Deuxième division |

### Matchs

#### Barrage de promotion-relégation
| Équipe 1       | Résultat | Équipe 2            |
| -------------- | -------- | ------------------- |
| Dan Kassawa FC | -        | Dan Gourmou FC (D2) |

- Le résultat final est inconnu mais il s’avère que les deux clubs se maintiennent dans leur championnat respectif.

## Bilan de la saison
| Championnat du Niger de football 2013-2014 |                     |
| Champion                                   | ASGNN (4e titre)    |
| Coupes et trophées                         |                     |
| Vainqueur de la Coupe du Niger 2013-2014   | Sahel SC            |
| Qualifications continentales               |                     |
| Ligue des champions de la CAF 2015         | ASGNN               |
| Coupe de la confédération 2015             | Sahel SC            |
| Promotions et relégations                  |                     |
| Promus en Ligue 1                          | AS Police           |
| Relégués en Deuxième division              | Nassara Alkali Club |